# Gallant Fox
Gallant Fox (1927-1954) est un cheval de course pur-sang américain. Membre du Hall of Fame des courses américaines, cheval de l'année en en 1930, il remporte cette année-là la Triple Couronne. 

## Carrière de course
Né à Claiborne Farm, Gallant Fox appartient à la vénérable écurie Belair Stud, fondée en 1747 par le Gouverneur du Maryland et reprise à la fin du XIXe siècle par de riches banquiers, les Woodward, qui en font une place forte des courses américaines. Comme tous les chevaux de l'écurie, il est confié à l'entraîneur Sunny Jim Fitzsimmons qui le fait débuter à l'été de ses 2 ans. Ses premiers pas ne sont guère enthousiasmants mais à sa troisième sortie il remporte à la surprise générale les prestigieux Flash Stakes, et par la suite se place dans les meilleures courses pour poulains, dont les importants Futurity Stakes où il est associé pour la première fois à celui qui devient dès lors son jockey attitré, le populaire Earl Sande.
En 1930, il compte parmi les poulains les plus en vue pour les classiques, et sa victoire inaugurale dans les Wood Memorial Stakes, où il défait Crack Brigade par quatre longueurs, fait de lui le favori pour la Triple Couronne. À l'époque la première manche de la trilogie sont les Preakness Stakes, disputés début mai. Gallant Fox y devance à nouveau Crack Brigade, de trois-quart de longueur cette fois. Deux semaines plus tard, 50 000 personnes se pressent dans les travées de Churchill Downs pour assister à un Kentucky Derby disputé sous une pluie battante, et à une nouvelle victoire de Gallant Fox, le cheval au bonnet rouge. Dans les Belmont Stakes, il retrouve Whichone qui l'avait battu à 2 ans dans les Futurity Stakes, qui a manqué le Derby mais remporté les Withers Stakes et passe pour le poulain le plus doué de sa génération, du moins il est le favori pour nombre d'observateurs. Mais Gallant Fox remet les pendules à l'heure : le numéro un de sa génération, c'est bien lui, qui s'impose par trois longueurs devant Whichone et devient le deuxième gagnant de la Triple Couronne de l'histoire après Sir Barton en 1915. 
L'été continue et deux succès s'enchaînent, dans les Dwyer Stakes puis l'Arlington Classic, à l'époque une épreuve de premier plan. Puis arrivent les Travers Stakes, qui sont en passe d'acquérir leur réputation de "cimetière des champions" et où, plus tard, de nombreux cracks mordront la poussière, de Man o'War à American Pharoah en passant par Secretariat. Gallant Fox y retrouve son compère Whichone pour la belle, mais c'est un troisième larron qui emporte la mise, un énorme outsider, Jim Dandy, qui apprécie le terrain boueux qui a rebuté les deux vedettes. Sunny Jim Fitzsimmons regrettera par la suite d'avoir, sous la pression de ses propriétaires, aligné son poulain sur un tel terrain. Ce sera la dernière défaite de Gallant Fox, qui enchaîne pour terminer trois succès dont deux face aux chevaux d'âge, dans la Saratoga Cup et la Jockey Club Gold Cup. 
Lorsqu'il se retire au haras à la fin de la saison 1930, Gallant Fox a battu le record de gains pour un poulain américain. Il n'y a pas de classement officiel pour le sacre du cheval de l'année, mais il obtient naturellement ce titre quand le journal de référence des courses américaines, The Blood-Horse, établit un classement rétrospective pour les années 1887-1935 qui fait autorité. Par ailleurs, dans la liste des 100 chevaux américains du siècle établie en 1999 par ledit magazine, Gallant Fox est classé à la 28ème place. Enfin il entre au Hall of Fame des courses américaines lorsque celui-ci est créé dans les années 50. 

### Résumé de carrière
| Date         | Hippodrome      | Pays        | Course                     | Distance    | Jockey      | Place       | Écart       | Vainqueur ou deuxième |
| 1929, 2 ans  | 1929, 2 ans     | 1929, 2 ans | 1929, 2 ans                | 1929, 2 ans | 1929, 2 ans | 1929, 2 ans | 1929, 2 ans | 1929, 2 ans           |
| ------------ | --------------- | ----------- | -------------------------- | ----------- | ----------- | ----------- | ----------- | --------------------- |
| 24 juin      | Aqueduct        | États-Unis  | Allowance                  | 1 000 m     | J. Burke    | 3e / 10     | 1           | Desert Light          |
| 29 juin      | Aqueduct        | États-Unis  | Tremont Stakes             | 1 200 m     | D. McCoriff | 8e / 13     | 6 ¾         | Sarazen II            |
| 29 juillet   | Saratoga        | États-Unis  | Flash Stakes               | 1 100 m     | J. Burke    | 1er / 10    | 1 ½         | Caruso                |
| 3 août       | Saratoga        | États-Unis  | United States Hotel Stakes | 1 200 m     | J. Burke    | 2e / 10     | 1 ½         | Caruso                |
| 10 septembre | Belmont Park    | États-Unis  | Allowance                  | 1 200 m     | J. Maiben   | 2e / 12     | enc.        | Polygamous            |
| 14 septembre | Belmont Park    | États-Unis  | Futurity Stakes            | 1 400 m     | E. Sande    | 3e / 17     | 3           | Whichone              |
| 28 septembre | Aqueduct        | États-Unis  | Junior Championship Stakes | 1 600 m     | E. Sande    | 1er / 4     | 2           | Desert Light          |
| 1930, 3 ans  |                 |             |                            |             |             |             |             |                       |
| 26 avril     | Jamaica         | États-Unis  | Wood Memorial Stakes       | 1 700 m     | E. Sande    | 1er / 5     | 4           | Crack Brigade         |
| 9 mai        | Pimlico         | États-Unis  | Preakness Stakes           | 1 900 m     | E. Sande    | 1er / 11    | 3/4         | Crack Brigade         |
| 17 mai       | Churchill Downs | États-Unis  | Kentucky Derby             | 2 000 m     | E. Sande    | 1er / 15    | 2           | Gallant Knight        |
| 7 juin       | Belmont Park    | États-Unis  | Belmont Stakes             | 2 400 m     | E. Sande    | 1er / 4     | 3           | Whichone              |
| 28 juin      | Aqueduct        | États-Unis  | Dwyer Stakes               | 2 400 m     | E. Sande    | 1er / 5     | 1 ½         | Xenofol               |
| 12 juillet   | Arlington Park  | États-Unis  | Arlington Classic          | 2 000 m     | E. Sande    | 1er / 6     | enc.        | Gallant Knight        |
| 16 août      | Saratoga        | États-Unis  | Travers Stakes             | 2 000 m     | E. Sande    | 2e / 4      | 8           | Jim Dandy             |
| 30 août      | Saratoga        | États-Unis  | Saratoga Cup               | 2 800 m     | E. Sande    | 1er / 6     | 1 ½         | Frisius               |
| 6 septembre  | Belmont Park    | États-Unis  | Lawrence Realization       | 2 600 m     | E. Sande    | 1er / 4     | tête        | Questionnaire         |
| 17 septembre | Belmont Park    | États-Unis  | Jockey Club Gold Cup       | 3 200 m     | E. Sande    | 1er / 3     | 3           | Yarn                  |

## Au haras
Retiré comme étalon à Claiborne Farm, Gallant Fox réussit un exploit qui restera peut-être unique : il devient le premier, et le dernier à ce jour, vainqueur de Triple Couronne à engendrer un autre vainqueur de Triple Couronne (du moins américaine, car Affirmed est le père de Peteski, vainqueur de la Triple Couronne canadienne). En effet son fils Omaha, issu de sa première génération, est sacré roi des poulains en 1935. Gallant Fox est aussi le père de Granville, cheval de l'année 1936, lauréat des Belmont Stakes et des Travers Stakes, et de Flares, le propre frère d'Omaha, qui fit carrière en Angleterre où il remporta entre autres la Gold Cup à Ascot et les Champion Stakes.  
Gallant Fox s'éteint le 13 novembre 1954, à 27 ans. Il est enterré à Claiborne Farm.

## Origines
Gallant Fox appartient à la première génération du grand étalon Sir Gallahad, dont la judicieuse importation depuis France en 1926 a bouleversé l'élevage américain. Acquis par un syndicat d'éleveurs (dont Arthur B. Hancock de Claiborne Farm et William Woodward de Belair Stud), l'étalon devient quatre fois Leading Sire dans les années 30, et douze fois Leading Broodmare Sire, un record.  
Sa mère, Marguerite, si elle n'a pas brillé en course, est elle aussi une grande reproductrice, puisqu'elle a donné, outre Gallant Fox, trois autres champions :   
- Petee-Wrack (1925, par Wrack) - vainqueur des Travers Stakes en 1928 devant le cheval de l'année Reign Count, et l'année suivante du Twin City Handicap, du Merchants and Citizens Handicap et du Metropolitan Handicap.

- Fighting Fox (1935, par Sir Gallahad) - vainqueur des Grand Union Hotel Stakes, des Wood Memorial Stakes, du Carter Handicap, du Jamaica Handicap, du Massachusetts Handicap et du Fleetwing Handicap où il établit un record sur la piste de Empire City qui allait tenir 22 ans. Étalon, il est le père de Crafty Admiral, cheval de l'année en 1952 Champion et tête de liste des pères de mères en 1978 (il est notamment le père de mère d'Affirmed).

- Foxbrough (1936, par Sir Gallahad) - 2 ans de l'année en Angleterre, puis vainqueur à 5 ans du Yonkers Handicap et duButler Memorial Handicap.

À Claiborne Farm, Marguerite est enterré à côté de la tombe de Sir Gallahad, qu'elle a rencontré sept fois, Arthur B. Hancock ayant souhaité que ces éternels fiancés reposent côte à côte. 

### Pedigree
| Origines de Gallant Fox (USA), mâle bai né en 1927 | Origines de Gallant Fox (USA), mâle bai né en 1927 | Origines de Gallant Fox (USA), mâle bai né en 1927 | Origines de Gallant Fox (USA), mâle bai né en 1927 |
| -------------------------------------------------- | -------------------------------------------------- | -------------------------------------------------- | -------------------------------------------------- |
| Père Sir Gallahad 1920                             | Teddy 1913                                         | Ajax                                               | Flying Fox                                         |
| Père Sir Gallahad 1920                             | Teddy 1913                                         | Ajax                                               | Amie                                               |
| Père Sir Gallahad 1920                             | Teddy 1913                                         | Rondeau                                            | Bay Ronald                                         |
| Père Sir Gallahad 1920                             | Teddy 1913                                         | Rondeau                                            | Doremi                                             |
| Père Sir Gallahad 1920                             | Plucky Liege 1912                                  | Spearmint                                          | Carbine                                            |
| Père Sir Gallahad 1920                             | Plucky Liege 1912                                  | Spearmint                                          | Maid of the Mint                                   |
| Père Sir Gallahad 1920                             | Plucky Liege 1912                                  | Concertina                                         | St. Simon                                          |
| Père Sir Gallahad 1920                             | Plucky Liege 1912                                  | Concertina                                         | Comic Song                                         |
| Mère Marguerite 1920                               | Celt 1905                                          | Commando                                           | Domino                                             |
| Mère Marguerite 1920                               | Celt 1905                                          | Commando                                           | Emma C.                                            |
| Mère Marguerite 1920                               | Celt 1905                                          | Maid of Erin                                       | Amphion                                            |
| Mère Marguerite 1920                               | Celt 1905                                          | Maid of Erin                                       | Mavourneen                                         |
| Mère Marguerite 1920                               | Fairy Ray 1911                                     | Radium                                             | Bend Or                                            |
| Mère Marguerite 1920                               | Fairy Ray 1911                                     | Radium                                             | Taia                                               |
| Mère Marguerite 1920                               | Fairy Ray 1911                                     | Seraph                                             | St. Frusquin                                       |
| Mère Marguerite 1920                               | Fairy Ray 1911                                     | Seraph                                             | St. Marina (famille 4-n)                           |